# 山田海蜂
山田 海蜂（やまだ みほ、1973年6月21日 - ）は、東京都調布市出身の元新体操選手、パフォーマー。本名：山田 美穂（やまだ みほ）。血液型O型。

## 経歴
調布市立第四中学校、日本女子体育大学附属二階堂高等学校、日本女子体育大学卒業。14歳で新体操を始める。
1992年バルセロナオリンピックに出場（個人総合18位）。1993年、世界選手権大会（スペイン）日本代表（個人総合14位）。1994年、四大陸選手権大会（ソウル）優勝。1995年、世界選手権大会（オーストリア）日本代表（個人総合18位）。1996年アトランタオリンピックに出場（個人総合20位）
東京大学総合教育学科研究生を経て、日本女子体育大学大学院スポーツ科学研究科で運動学を修了。

## 出演
- 1999年10月、世界新体操選手権大会大阪大会、テレビ解説
- 2000年シドニーオリンピック新体操解説
- 2001年3月 - 2003年6月、TBS BS-iスポーツ フライデーキャスター
- 2001年12月、TBS『筋肉番付』スペシャル版、第1回『KUNOICHI』
- 2002年2月、TBS『筋肉番付』
- 2002年5月、『マッスルミュージカル』第17回公演（演出・振付：中村龍史）
- 2002年12月、TBS『体育王国』スペシャル版、第2回『KUNOICHI』
- 2003年5月、『マッスルミュージカル』第24回公演
- 2003年8月、『マッスルミュージカル』第27回公演
- 2003年10月、TBS『SASUKE』
- 2003年12月、TBS『黄金筋肉』三色筋肉
- 2004年12月、TBS『KUNOICHI』
- 2006年11 - 12月、矢沢永吉コンサートツアー2006『ROCK OPERA 2』